# Каштанова алея (Полтава)
Кашта́нова але́я — ботанічна пам'ятка природи місцевого значення в Україні. Розташована в межах міста Полтава, на вулиці Соборності (від вул. Сінної до пам'ятника генералу Зигіну). 
Площа — 4 га. Статус присвоєно згідно з рішенням облвиконкому від 24.12.1970 року № 555. Перебуває у віданні: КП «Декоративні культури» Полтавської міської ради. 
Налічує близько 400 дерев.

## Історія
З'явилася у 1913, коли полтавські гімназисти висадили 300 дерев на честь святкування 300-річчя царської династії Романових.
У 1951 році проведена реставрація. Була замінена кована огорожа, демонтована залізнична колія, яка перетинала алею у кількох місцях. Алея отримала асфальтований тротуар завширшки 7 метрів.
1957 року в кінці алеї встановлений пам'ятник генерал-лейтенанту Олексію Зигіну.
З 1970 року Каштанова алея є ботанічною пам'яткою природи місцевого значення.
1999 року напередодні святкування 1100-річчя Полтави на місці входу на Каштанову алею з боку вулиці Сінної встановили ювілейний «глобус Полтави» (колобок).
У 2003 році у зв'язку з аварійним станом всі дерева алеї демонтували, а на їх місці посадили нові каштани.
З 2007 каштанам стала загрожувати каштанова мінуюча моль. З шкідником борються за допомогою спеціального препарату.

## Галерея

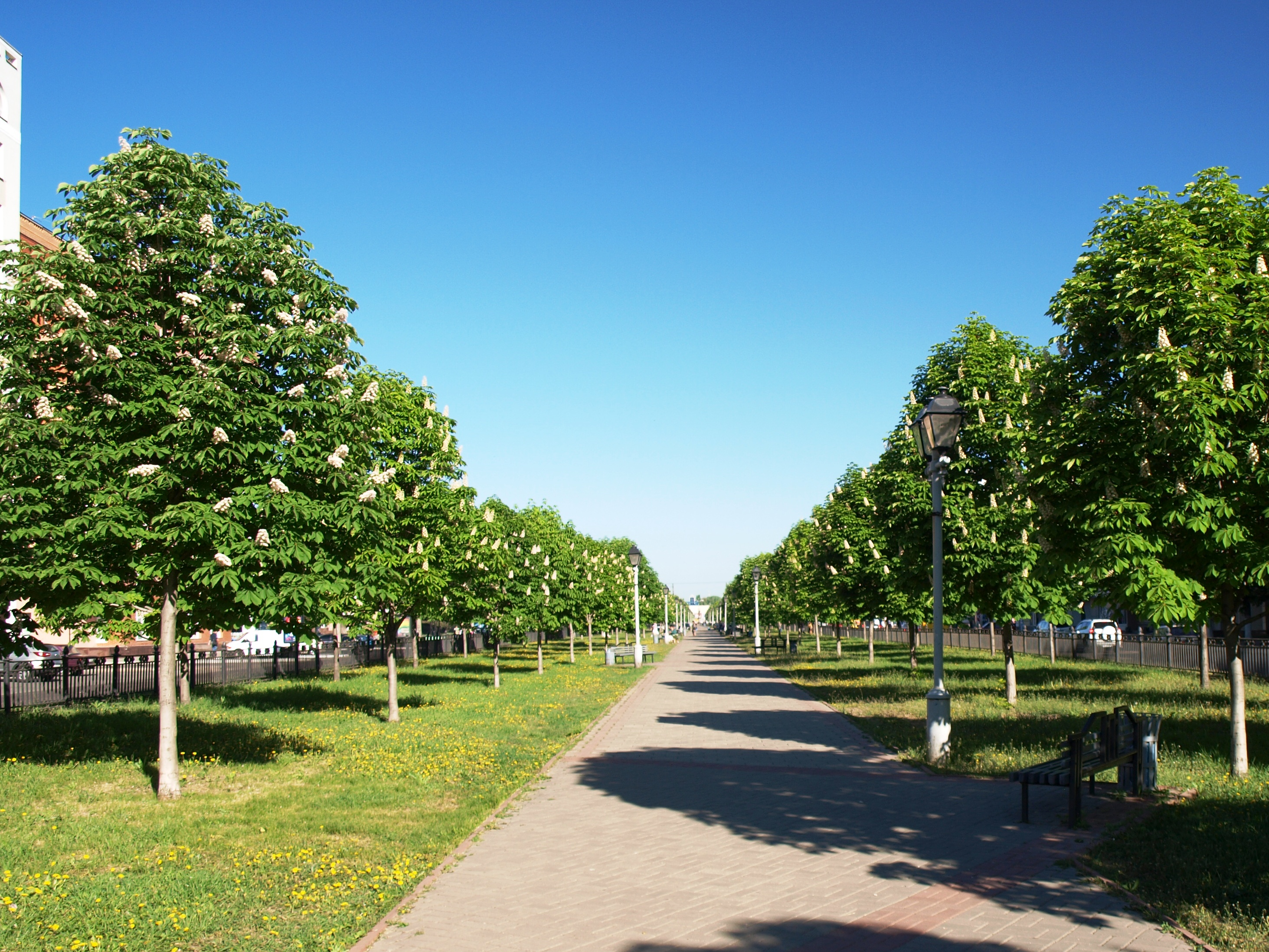
Каштанова алея
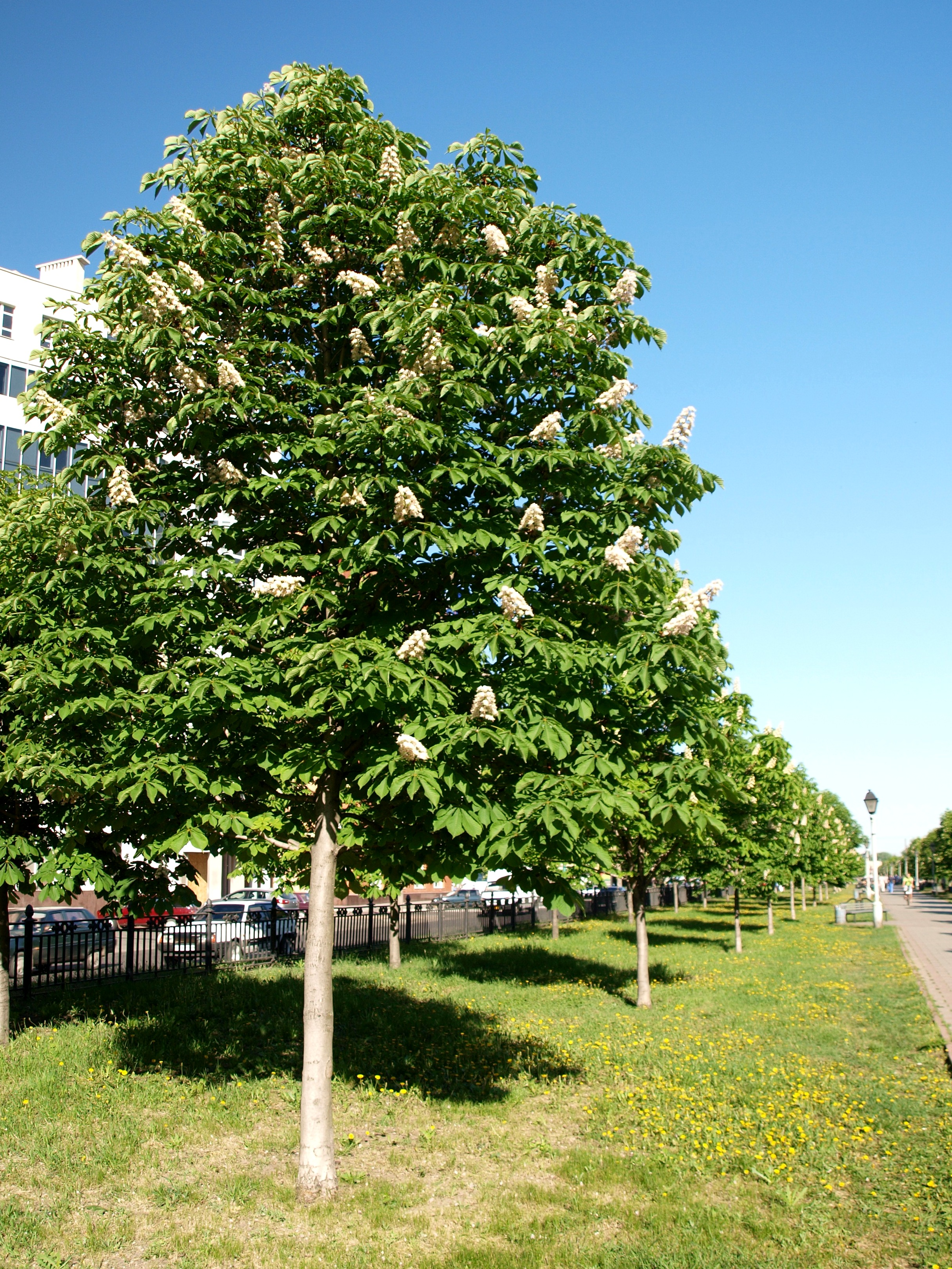
Молоді дерева висаджені 2003-го
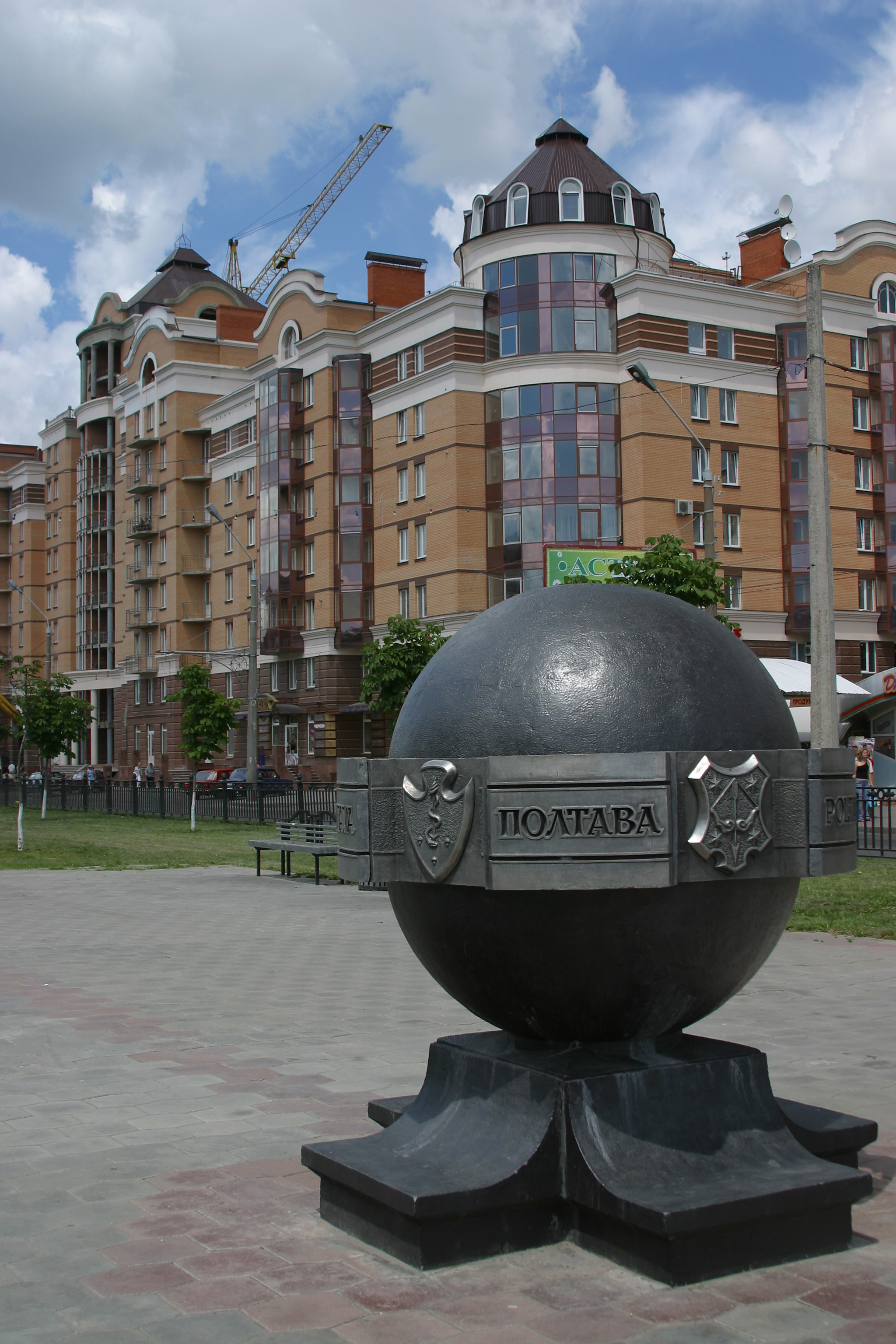
Пам'ятник «Глобус Полтави»
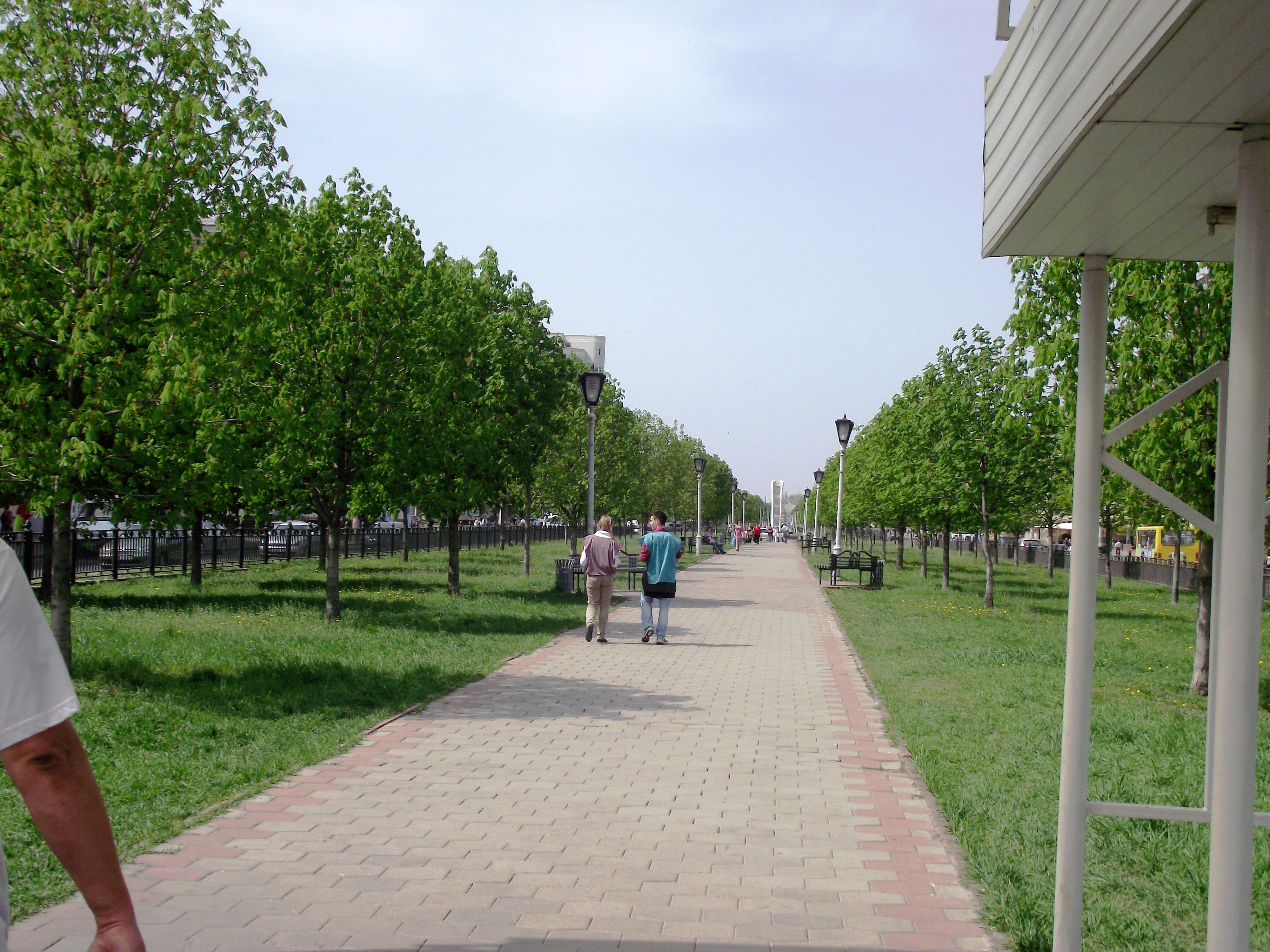
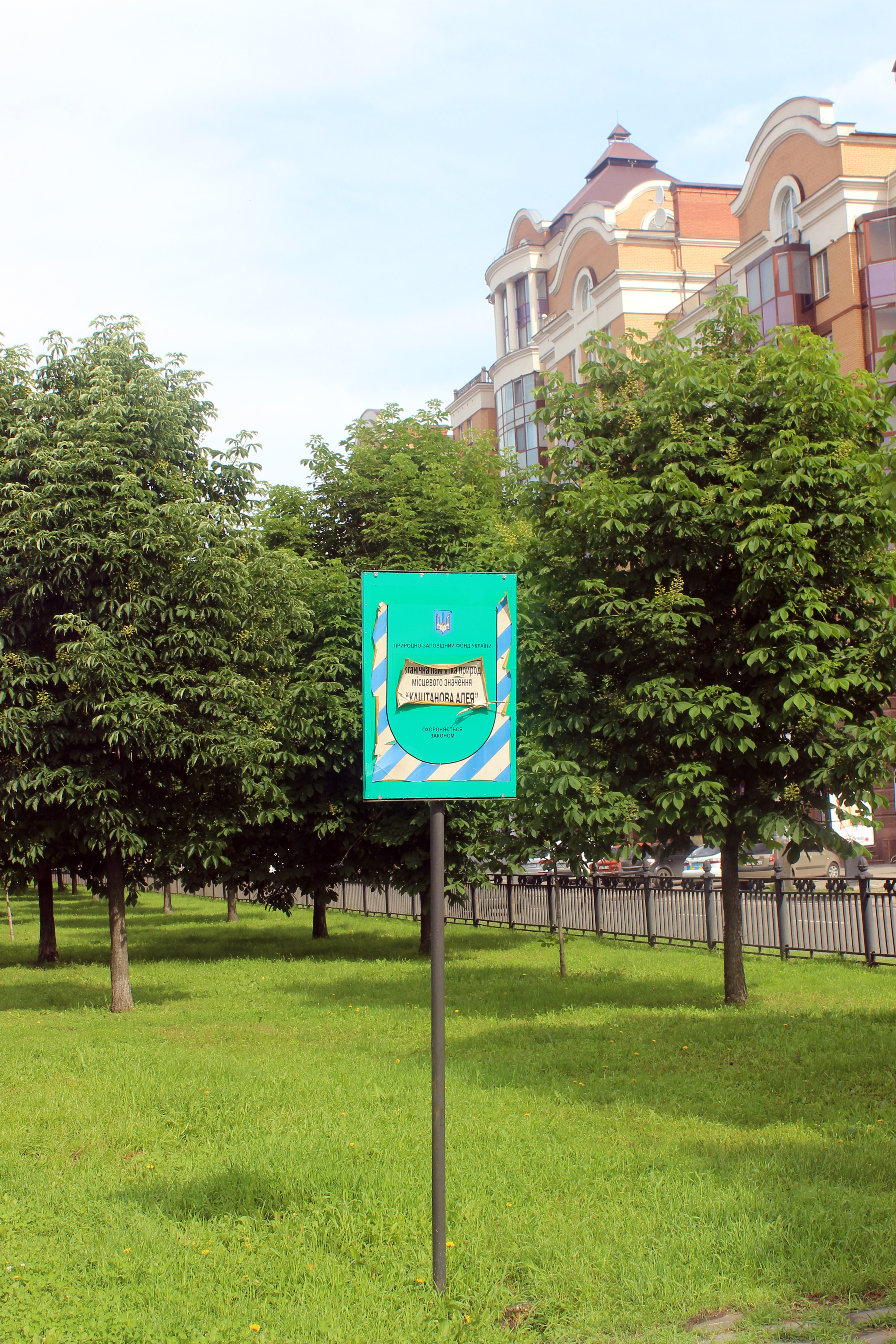